# Vladimir Grigorev
Vladimir Grigorev (né le 8 août 1982 à Chostka) est un patineur de vitesse sur piste courte russe.

## Carrière
Aux Jeux olympiques de 2002, il représente l'Ukraine et arrive 30e du 500 mètres et 26e du 1500 mètres.
Aux Jeux olympiques de 2006, toujours pour l'Ukraine, il est 17e au 500 mètres et 15e au 1000 mètres. Plus tard dans l'année, il déménage en Russie, où il sait qu'il aura plus de budget, d'infrastructures et un meilleur entraîneur. Il commence à représenter la Russie en coupe du monde en 2011.
Aux Jeux olympiques de 2014, il remporte la médaille d'argent du 1 000 mètres puis la médaille d'or du relais masculin aux Jeux olympiques d'hiver de 2014, à Sotchi.